# Inquisitor exiguus
Inquisitor exiguus é uma espécie de gastrópode do gênero Inquisitor, pertencente a família Pseudomelatomidae.